# Serode (Pantón)
Serode (llamada oficialmente San Xulián de Serode) es una parroquia española del municipio de Pantón, en la provincia de Lugo, Galicia.

## Límites
Limita con las parroquias de Deade y Siós al norte, Vilamelle al este, Espasantes y Cangas al sur, y San Pedro Félix de Cangas al oeste.

## Organización territorial
La parroquia está formada por seis entidades de población, constando tres de ellas en el nomenclátor del Instituto Nacional de Estadística español:
- Briallos
- Lama (A Lama)
- Outeiro
- Quintá
- Tanquián
- Viladomato (A Vila do Mato)

## Demografía
| Gráfica de evolución demográfica de Serode entre 2000 y 2020 |
|                                                              |
| Datos según el nomenclátor publicado por el INE.             |